# Франсіско Хосе Гарсія Торрес
Франсіско Хосе «Фран» Гарсія Торрес (ісп. Francisco José García Torres, більш відомий як Фран Гарсія (ісп. Fran García; нар. 14 серпня 1999, Боланьйос-де-Калатрава (Іспанія) — іспанський футболіст, лівий захисник клубу «Реал Мадрид».

## Клубна кар'єра
Фран Гарсія розпочинав кар'єру у скромному клубі «Боланьос» зі свого рідного міста. У 2013 році він увійшов до системи підготовки мадридського «Реала». У сезоні 2018/2019 років захисника було переведено з юнацької команди до резервної «Реал Мадрид з Кастілья». 9 вересня 2018 року він провів за неї перший матч у Сегунді Федерасьйон, замінивши Хорхе де Фрутоса на 65-й хвилині зустрічі з «Уніон Адарве». 6 грудня того ж року Фран зіграв свою єдину гру в складі дорослої команди «Реала»: у матчі 1/16 фіналу Кубка Іспанії проти «Мелільї» він вийшов на заміну на 46-й хвилині замість Данієля Карвахаля, а також відзначився гольовою передачею на другий гол Іско. У складі «Кастільї» захисник провів два сезони, зігравши загалом у 57 зустрічах третьої іспанської ліги.
У сезоні 2020/2021 років Фран Гарсія був орендований клубом Сегунди «Райо Вальєкано». Він зробив свій внесок у повернення клубу до Ла-Ліги, взявши участь у 39 матчах другого іспанського дивізіону. У наступному сезоні «Райо Вальєкано» викупив захисника у «Реала». Фран дебютував у чемпіонаті Іспанії 15 серпня 2021 року у грі з «Севільєю».
Головний тренер мадридців Карло Анчелотті 3 червня 2023 року на запитання преси перед матчем 38 туру Прімери проти Атлетіка повідомив, що Фран Гарсія буде першим літнім підписанням клубу «Реал». Оскільки клаусула Гарсії становить 10 млн євро, то Реал Мадрид заплатять лише 5 млн євро Райо Вальєкано за оборонця.

## Виступи за збірні
У 2014—2018 роках Фран Гарсія представляв Іспанію на юнацькому рівні. У складі збірної Іспанії до 17 років він брав участь на юнацькому чемпіонаті Європи 2016 року, що проходив в Азербайджані. Фран провів там 5 зустрічей, а його команда зрештою стала фіналістом турніру. Сумарно захисник відіграв 22 матчі та забив 4 голи за юнацькі збірні. У 2020 році Фран провів 1 гру в складі молодіжної збірної Іспанії.

## Особисте життя
Фран є двоюрідним братом Коке — відомого іспанського футболіста, який виступає за «Атлетіко» (Мадрид) та національну збірну Іспанії.

## Титули і досягнення
«Реал Мадрид»
- Чемпіон Іспанії: 2023-24
- Переможець Ліги Чемпіонів УЄФА: 2023–24
- Володар Суперкубка Іспанії:  2023
- Міжконтинентальний кубок ФІФА (1): 2024

Іспанія
- Переможець Ліги націй УЄФА: 2022-23